# 허를러깅 처이발상
허를러깅 처이발상(몽골어: Хорлоогийн Чойбалсан, 1895년 2월 8일 ~ 1952년 1월 26일)은 몽골 인민공화국의 정치인, 군인이다. 처이발상은 러시아 백군의 몽골 침략을 저지하고 항일전쟁 중 할힌골 전투를 승리로 이끌어 일제의 내륙 진출을 처단하는 등 몽골의 독립과 주권을 지키기 위해 오랜 기간동안 총력을 다했다. 처이발상은 재임 기간 동안 소련의 도움을 받아 급속한 산업화를 추진하고 현대화를 추구해 몽골인민공화국의 경제를 성장시켰으며, 복지정책을 시행해 빈곤율을 낮추고, 간편한 문자를 제정해 문맹 문제를 개선했다.
오늘날 몽골인들은 그의 국가적 업적을 기리며 처이발상을 몽골의 영원한 보안관이라고 칭하지만, 그 이면에서는 대숙청이라는 공포정치를 이용해 반대파를 탄압한 독재자라는 측면도 존재한다.

## 생애
몽골의 공산주의 혁명가 수흐바타르의 동료였던 그는 수흐바타르가 병사하자 몽골 인민공화국의 지도자가 되었으며 몽골 인민군의 근대화를 추진해 병력을 강화했다. 또한 중공업을 비롯한 산업을 발전시켰으며, 소련의 교육정책을 몽골에 도입해 문맹률이 크게 하락했다. 1937년부터 허를러깅 처이발상은 소비에트 사회주의 공화국 연방 내무인민위원회와 함께 소련과 몽골 그리고 코민테른에서 반스탈린주의자를 축출하는 대숙청을 주도, 감독했다. 1939년에는 할힌골에서 소련 붉은 군대의 게오르기 주코프와 함께 만주 일대에 침공한 일본군을 격퇴하는 쾌거를 이루었다.
1945년 제2차 세계대전 종전 이후 이오시프 스탈린 치하의 소련의 대규모 원조를 받아 경제 및 산업 개발에 박차를 가했다. 1951년 허를러깅 처이발상은 지병인 신장암 치료를 위해 소련의 모스크바로 향했으며, 이듬해 증세가 악화되어 사망했다. 그의 장례식은 소비에트 사회주의 공화국 연방과 몽골 인민공화국에서 국장으로 치러졌으며, 이오시프 스탈린과 라자리 카가노비치를 비롯한 소련 공산당 중앙위원회 정치국원들이 대거 참여했다. 생전 동지이자 각별한 친구인 이오시프 스탈린이 직접 추도사를 진행했다.

## 사후
사망 직후 정부에 의해 허를러깅 처이발상은 영웅, 애국자, 순교자이자 스탈린의 가장 뛰어난 제자로 추대되었다. 1952년 몽골 인민혁명당의 주도로 1956년까지 처이발상에 대해 광범위한 개인 숭배가 이루어졌다.
1962년 욤자깅 체뎅발이 몽골 인물에 대한 개인 숭배를 축소하면서 처이발상에 대한 절대적 숭배는 나타나지 않게 되었으나, 여전히 몽골 혁명의 등불이라고 불렸다.
오늘날 그의 행보에 대해 평가가 다양하지만, 몽골인 사이에서는 몽골 국민주의와 독립의 선구자로 존경받으며 긍정적으로 평가받고 있다. 2017년 몽골 중앙은행은 처이발상의 초상의 초상이 포함된 동전 도안을 제작하였다.